# Pyropeltidae
Pyropeltidae là một Họ of gastropods in the clade Vetigastropoda (according taxonomy of the Gastropoda by Bouchet & Rocroi, 2005).
This family has no subfamilies.

## Môi trường sống
Their habitat include hydrothermal vents and whale-fall habitats.

## Chi
Genera thuộc họ Pyropeltidae include:
- Pyropelta McLean & Haszprunar, 1987

## Hình ảnh